# 国景子
国 景子（くに けいこ、1940年6月11日 - ）は、日本の女優。兵庫県神戸市出身 。テアトル・ド・ポッシュ、東京企画に所属していた。

## 来歴・人物
神戸海星女子学院高等学校卒業。ファッションモデルを経て、1960年に松竹に入社、同年の野村芳太郎監督『黄色いさくらんぼ』でデビュー。以後、篠田正浩監督『乾いた湖』（1960年）、渋谷実監督『モンローのような女』（1964年）などの作品に出演。1965年松竹を離れ、以後は高倉健主演・石井輝男監督『網走番外地シリーズ』（東映、1965-1967年）、千葉真一主演・深作欣二監督『カミカゼ野郎 真昼の決斗』（にんじんプロダクション・國光影業、1966年）などの作品に脇役として出演する傍ら、テレビドラマにも数多く出演。1970年代半ばまで活動した。

## 出演

### 映画
- 黄色いさくらんぼ（1960年、松竹） - 磯野サヨリ
- 禁男の砂 真夏の情事（1960年、松竹） - 吉田弘子
- 乾いた湖（1960年、松竹） - 篠山貴子
- 白い肌と黄色い隊長（1960年、松竹） - 千代子
- 浮気のすすめ 女の裏窓（1960年、松竹） - 菊江
- 旗本愚連隊（1960年、松竹） - お町
- 痛快太郎（1961年、松竹） - ピンキイ・山下
- 蒼い海流（1961年、松竹） - 河内郷子
- サラリーマン手帖 夢を失わず（1961年、松竹） - 大隅洋子
- 伴淳・森繁のおったまげ村物語（1961年、松竹） - お玉
- 三味線とオートバイ（1961年、松竹） - 深雪
- 学生重役（1961年、松竹） - 桜田たまみ
- 三人娘乾杯！（1962年、松竹） - ホステス
- 涙を、獅子のたて髪に（1962年、松竹） - マリ
- 大学かぞえうた 先輩・後輩（1962年、松竹） - 高見圭子
- あの橋の畔で 完結篇（1963年、松竹） - アパートの女
- 続・ニッポン珍商売（1963年、松竹） - アキ子
- 踊りたい夜（1963年、松竹） - ユカ
- モンローのような女（1964年、松竹） - モデル
- 女嫌い（1964年、松竹） - 由美
- 乾いた花（1964年、松竹） - タア坊
- この道赤信号（1964年、松竹） - 珠子
- こちら婦人科（1964年、松竹） - 京子
- 昨日のあいつ今日のおれ（1965年、松竹） - かすみ
- 俺たちの恋（1965年、松竹） - 遠山冴子
- かも（1965年、東映） - 森貝みつ子
- おんな番外地 鎖の牝犬（1965年、東映） - 関口和子
- 網走番外地 望郷篇（1965年、東映） - 玲子
- 天下の快男児（1966年、松竹） - ぽんた
- カミカゼ野郎 真昼の決斗（1966年、にんじんプロダクション・國光影業） - 鳳美
- 熱い血の男（1966年、松竹） - 千加
- 可愛いくて凄い女（1966年、東映） - 宇野リエ子
- 黄金バット（1966年、東映） - ピラニア
- 網走番外地 大雪原の対決（1966年、東映） -  待子
- 続 浪曲子守唄（1967年、東映） - 八重
- 網走番外地 決斗零下30度（1967年、東映） - 弓子
- 決着（おとしまえ）（1967年、東映） - 君子
- 続・組織暴力（1967年、東映） - 澄子
- 網走番外地 悪への挑戦（1967年、東映） - 弓子
- 続・決着（1968年、東映） - エミ
- 徳川女系図（1968年、東映） - 常盤井
- ㊙トルコ風呂（1968年、東映） - 艶子
- 極道社員遊侠伝（1968年、松竹） - 花江
- 喜劇 駅前桟橋（1969年、東宝） - 西条まさみ
- 銭ゲバ（1970年、東宝） -  ヒデ子
- 尼寺博徒（1971年、東映） - 美果
- 女囚701号/さそり （1972年、東映） - 根元
- ボディガード牙 必殺三角飛び（1973年、東映） - 八重

### テレビドラマ
- 名探偵明智小五郎シリーズ 怪人四十面相 第1話「黄金仮面」（1966年、NTV / 宣弘社プロダクション） - ユミ
- 三匹の侍 第5シリーズ第4話「狼が死んだ」（1967年、フジテレビ）
- 眠狂四郎 第9話「紅蓮菩薩」（1967年、フジテレビ）
- 銭形平次第90話「狙われた平次」（1967年、フジテレビ / 東映京都テレビプロ）
- 七人の刑事 第283話「傍観者」（1967年、TBS）
- ザ・ガードマン（TBS / 大映テレビ室）
  - 第58話「砂糖のような犯罪」（1966年）
  - 第68話「赤い関係」（1966年）
  - 第119話「すすり泣く美女」（1967年） - 女優
  - 第131話「覆面ラリー車を奪え」（1967年）
  - 第160話「帰って来た偽ガードマン」（1968年）
  - 第164話「死の追跡」（1968年）
  - 第221話「満月の夜は女を殺せ」（1969年）
  - 第236話「喜劇・いらっしゃいませ集団万引様」（1969年）
- マコ!愛してるゥ 第2話「ミルクに愛をこめて」（1967年、TBS / 東映）
- 刑事さん 第2シリーズ第1話「血液型BMQE」（1968年、NET / 東映東京制作所）
- 帰って来た用心棒 第11話「弦月の下」（1968年、NET / 東映京都プロ）
- ローンウルフ 一匹狼 第13話「断崖に立つ女」（1968年、NTV / 東映）
- 待っていた用心棒 第13話「祇園に斬る」（1968年、NTV / 東映京都プロ）
- 夜の主役 第3話「消えた三億六千万円」（1968年、NTV / 大映テレビ室）
- 東京バイパス指令 第20話「コール・ガール」（1968年、NTV / 東宝）
- キイハンター（TBS / 東映）
  - 第15話「殺人ドライブ」（1968年）
  - 第29話「その名は女番外地」（1968年）
  - 第43話「幽霊と５人の札つき女」（1969年）
  - 第85話「ドルおれの葬式100万$」（1969年）
  - 第101話「裏切者の墓標」（1970年）
  - 第111話「成金泥棒たちの国際会議」（1970年）
  - 第118話「踊れ!墓場で幽霊ワルツ」（1970年）
  - 第122話「殺し屋候補生No.1」（1970年）
  - 第136話「殺人超特急西へ」（1970年）
  - 第149話「それ行け!がい骨強盗団」（1971年）
  - 第159話「腰抜けギャングがい骨争奪戦」（1971年）
  - 第171話「お化け怪獣大戦争」（1971年）
  - 第176話「キャーッ!幽霊屋敷で今晩わ」（1971年）
  - 第204話「殺人001監房の男」（1972年）
  - 第216話「ギャーッ! 女だけを殺す病院」（1972年） - ノリコ
  - 第230話「殺し屋グラマー大行進!」（1972年） - 井森珠代
- 37階の男 第11話「美女は二度たずねる」（1968年、NTV / 東宝 / 宝塚映画）
- 戦え! マイティジャック 第11話「甘い爆弾にくらいつけ!」（1968年、フジテレビ / 円谷プロ） - ブラッドの配下
- ブラックチェンバー 第7話「天国へのハイウエー」（1969年、フジテレビ / 東映）
- 特命捜査室 第12話「休暇に殺しはごめんだ」（1969年、フジテレビ / 東映）
- 怪奇ロマン劇場 第10話-第11話「牡丹灯籠（前・後編）」（1969年、NET / 東映）
- フラワーアクション009ノ1 第4話「殺し屋はニューモードがお好き」（1969年、フジテレビ / 東映） - 殺し屋チャコ
- プレイガール（東京12チャンネル / 東映）
  - 第3話「情無用の女ども」（1969年）
  - 第80話「女をひと皮むいたとき」（1970年） - ルミ
  - 第244話「やわ肌を狙う黒いダニ」（1973年） - 奈津子
  - 第254話「銃口をやわ肌に向けろ！」（1974年） - 和代
- 五番目の刑事 第20話「爪をとぐ狼」（1970年、NET / 東映）
- ゴールドアイ 第25話「海底の火薬庫」（1970年、NTV / 東映） - 内堀国子
- ターゲットメン 第8話「大草原の血闘」（1971年、NET / 東映）
- 怪談 「雨の古沼」（1972年、毎日放送 / 歌舞伎座テレビ室）
- 必殺仕掛人 第11話「大奥女中殺し」（1972年、朝日放送 / 松竹） - おゆき
- 遠山の金さん捕物帳 第157話「顔のつぶれた男」（1973年、NET / 東映） - おみね
- いただき勘兵衛 旅を行く 第15話「捕らぬ狸の夢だとさ」（1974年、NET / 東映） - お銀
- ご存知遠山の金さん 第21話「頑張れニセ奉行」（1974年、NET / 東映）
- ザ・ボディガード 第6話「狙われた人妻」（1974年、NET / 東映）
- バーディー大作戦（TBS / 東映）
  - 第9話「怪談 死を招く超能力の女」（1974年）
  - 第13話「俺たちはダーディハリー3」（1974年）
  - 第30話「グラマー殺し屋部隊」（1974年）
- 斬り抜ける 第17話「綾姫御殿」（1975年、ABC / 松竹） - 綾姫